# Torfstichsee
Der Torfstichsee, auch Niderrietweiher genannt, ist ein kleiner See in der Gemeinde Glarus Nord im Schweizer Kanton Glarus. Er liegt auf 411 m ü. M. in der Linthebene zwischen Bilten und Reichenburg.
Während des Zweiten Weltkrieges wurde dort Torf gestochen, so dass das Grundwasser zum Vorschein kam. Fast um den ganzen See entstand ein Schilfgürtel. Als Bilten noch ein kleines Dorf war tummelten sich dort gerne Kinder. Der Torfstichsee und zwei kleinere während des Ersten Weltkrieges entstandene Seen sind von einer Landwirtschaftszone umgeben.
Der See und das ufernahe Gebiet sind geschützt. An den schilffreien Stellen des Ostufers ist das Fischen gestattet.